# 西竹山
西竹山（にしたけやま）は、北海道の標津郡中標津町にある標高697.9mの山である。山頂には三等三角点「突呉別」が設置されている。

## 概要
知床連峰の西側、標津岳から南東に伸びる尾根上に位置しする双耳峰である。山頂から南東側の尾根には天狗岩と呼ばれる巨岩がある。
山名の由来は養老牛温泉を開発した西竹武重の苗字から命名された。三角点名の「突呉別」は「トックレベツ」と読み、アイヌ語が語源であるが由来は定かではない。永田地名解では「トㇷ゚・トゥイェ・ペッ（Top-tuye-pet：竹を切る川）」と解釈している。

## 登山
登山道はないため主に残雪期に登られる。主なルートとしては西竹浄水場から林道を少し歩いた後に尾根に取り付いて山頂へ至る。